# Anthony Pettis
Anthony Paul Pettis (født 27 januar 1987 i Milwaukee, Wisconsin, USA), er en amerikansk MMA-udøver som siden 2011 har konkurreret i organisationen Ultimate Fighting Championship (UFC) hvor han mellem august 2013 og marts 2015 var mester i letvægt. Pettis var også den sidste WEC-letvægts-mester før at organisationen blev fusioneret med UFC. På et tidspunkt var han rangeret som top 10 pound for pound-kæmper. Han har fået tildelt 8 UFC-bonus-priser. I september, 2018, er han #8 på den officielle UFC letvægts-rangliste. Han er bror til Sergio Pettis.

## Karriere
Anthony Pettis fik sin MMA-debut i december 2007. Han opnåede en rekordliste på 8–0 før han debuterede i World Extreme Cagefighting (WEC), hvor han vandt Gladiator Fighting Series-letvægts-mesterskabet. Hans sidste kamp før han sluttede sig til WEC var en weltervægt-kamp i sidste øjeblik. Pettis har også en professionel kickboxing baggrund. I MMA, er Pettis for sin tekniske kampstil såvel som sine atletiske færdigheder og storre besiddelse af teknikker.
Pettis trænes af MMA-træner Duke Roufus og er medlem af Roufusport hvor han træner med kæmperne Alan Belcher, Erik Koch, Ben Rothwell, Ben Askren og Danny Downes.
Før han sluttede sig til WEC, gik Pettis til en The Ultimate Fighter: United States vs. United Kingdom-audition men kom ikke med i programmet.

### World Extreme Cagefighting

#### 2009
Pettis skulle have haft sin debut mod Anthony Njokuani den 5. april, 2009 på WEC 40. Men Pettis træk sig fra kampen på grund af en håndskade og blev erstattet af Bart Palaszewski.
Pettis fik sin WEC-debut på WEC 41, hvor han besjerede Mike Campbell via triangle choke i 1. omgang.

### Ultimate Fighting Championship

#### 2010
I oktober 2010, fusionerede World Extreme Cagefighting med Ultimate Fighting Championship (UFC). Som en del af fusionen blev størstedelen af WEC-kæmperne overført til UFC.

#### 2012
Pettis mødte Joe Lauzon den 25. februar, 2012 på UFC 144. Han vandt kampen via KO i 1. omgang, med et hovedspark efterfulgt af slag. Hans indsats tildelte ham Knockout of the Night-prisen.

#### 2013
Efter at have brugt størstedelen af 2012 på at komme sig ovenpå en skade, mødte Pettis, Donald Cerrone den 26. januar, 2013, på UFC on Fox 6. Pettis vandt kampen via TKO i 1. omgang hvor han stoppede Cerrone med et spark til kroppen.

#### 2015
Pettis mødte Rafael dos Anjos den 14. marts på UFC 185. Dos Anjos vandt kampen via enstemmig afgørelse på dominerende vis.
Pettis skulle have mødt Myles Jury den 25. juli, 2015, på UFC on Fox 16. Men Pettis måtte trække sig fra kampen på grund af en skade og blev erstattet af Edson Barboza.

#### 2016
Pettis mødte Eddie Alvarez den 17. januar, 2016, på UFC Fight Night: Dillashaw vs. Cruz. Han tabte kampen via split decision.
Pettis mødte Edson Barboza den 23. april, 2016 på UFC 197. Pettis tabte kampen via enstemmig afgørelse.
Efter at have tabte 3 kampe i træk offentliggjorde Pettis i juni 2016 sine intentioner om at gå ned i fjervægt i sin næste kamp. Pettis kæmpede mod Charles Oliveira i sin fjervægts-debut den 27. august, 2016 på UFC on Fox 21. Pettis vandt kampen via guillotine choke i 3. omgang.

#### 2017
Pettis mødte Jim Miller i en letvægts-kamp den 8. juli, 2017 på UFC 213. Han vandt kampen via enstemmig afgørelse.
Pettis mødte Dustin Poirier den 11. november 2017 på UFC Fight Night: Poirier vs. Pettis. Pettis tabte efter at have givet op på grund af et brækket ribben i 3. omgang selvom det blev offentliggjort som en TKO-sejr. Denne kamp tildelte ham Fight of the Night-prisen.

## Mesterskaber og hæder
- Ultimate Fighting Championship
  - UFC-letvægts-mester (1 gang)
  - 1 succesfuldt titelforsvar
  - Fight of the Night (1 gang) vs. Dustin Poirier
  - Knockout of the Night (2 gange) vs. Joe Lauzon, Donald Cerrone
  - Submission of the Night (1 gang) vs. Benson Henderson
  - Performance of the Night (2 gange) vs. Gilbert Melendez and Michael Chiesa[33]
  - Submission of the Year (2013) vs. Benson Henderson
- World Extreme Cagefighting
  - WEC-letvægts-mesterskab (1 gang; sidste)
  - Knockout of the Night (1 gang) vs. Danny Castillo
  - Submission of the Night (1 gang) vs. Shane Roller
  - Fight of the Night (1 gang) vs. Benson Henderson
- Gladiators Fighting Series
  - GFS Lightweight Championship (1 gang)
  - 1 succesfuldt titelforsvar
- FIGHT! Magazine
  - 2010 Newcomer of the Year
- Inside MMA
  - 2013 Male Fighter of the Year Bazzie Award
- MMAFighting.com
  - 2010 Fight of the Year vs. Benson Henderson den 16. december[34]
- Sherdog
  - 2010 Breakthrough Fighter of the Year[35]
  - 2010 All-Violence First Team[36]
  - 2013 All-Violence First Team[37]
- USA Today
  - 2010 Fight of the Year vs. Benson Henderson den 16. december[38]